# 고두

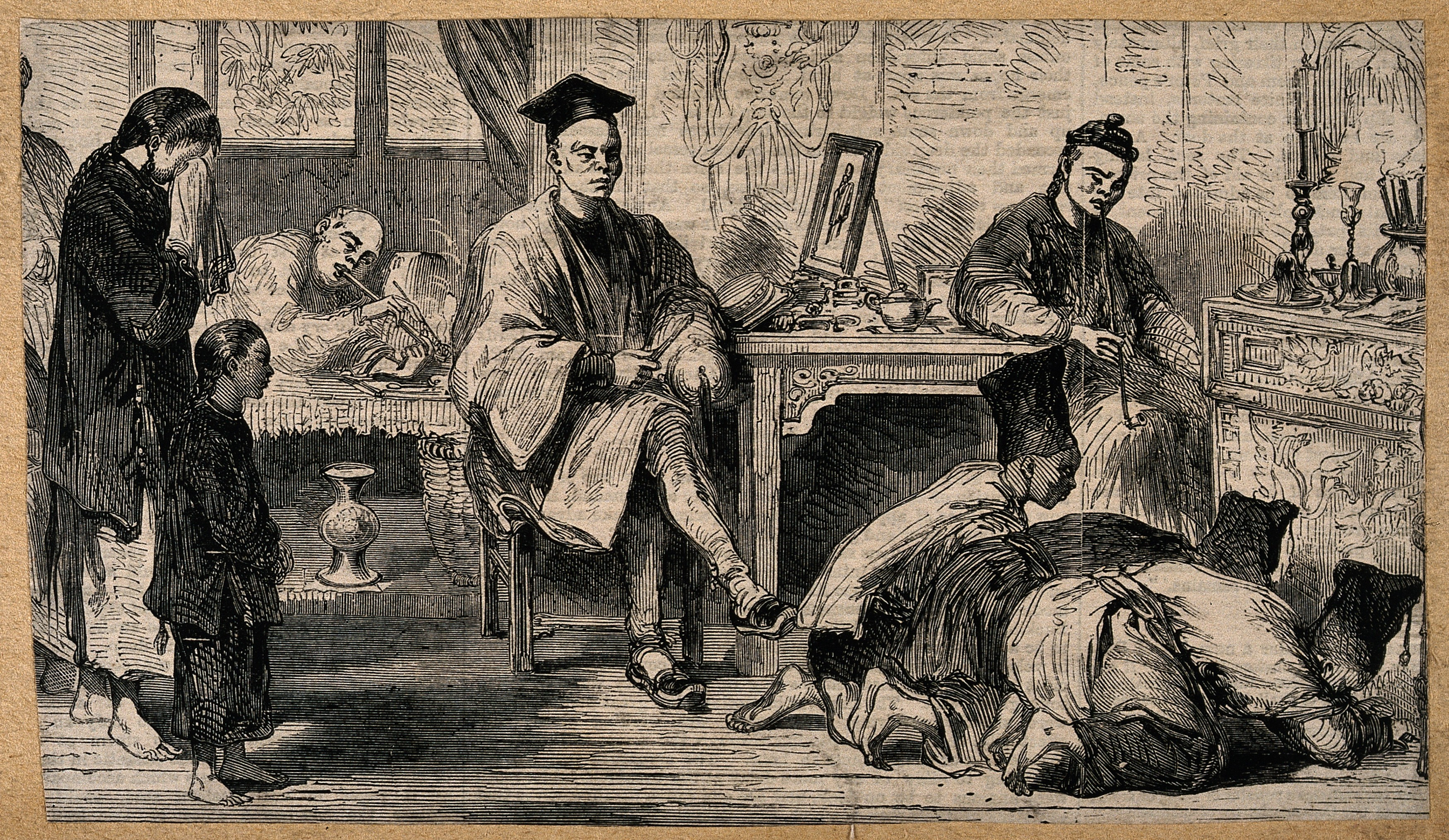

고두(叩頭)는 절을 통해 표현되는 깊은 존경의 행위로, 즉 무릎을 꿇고 머리를 땅에 닿을 정도로 낮게 숙이는 것이다. 한자 문화권에서 고두는 경의의 가장 높은 표시이다. 이는 장로, 상관, 특히 중국의 황제, 그리고 종교적, 문화적 숭배 대상에 대한 경의를 표하는 데 널리 사용되었다. 현대에 고두의 사용은 감소했다.

## 같이 보기
- 중국의 문화
- 도게자
- 이모티콘
- 중국의 차 문화
- 얌차
- 공수 자세
- 이모티콘
- 영은문
- 세족식
- 참근교대
- 손등 키스
- 경례